# Samsung Galaxy A03
Samsung Galaxy A03 — лінійка смартфонів початкового рівня, розроблена Samsung Electronics, що входить до серії Galaxy A. Вона складається з базової моделі Galaxy A03, просунутої Galaxy A03s, та спрощеної Galaxy A03 Core, які були представлені 15 листопада, 18 серпня та 26 листопада 2021 року відповідно.

## Дизайн
Екран виконаний зі скла. Корпус виконаний з пластику із штрихованим візерунком в Galaxy A03, рифленим візерунком в Galaxy A03s та деяких варіантах кольорів Galaxy A03 Core та стилізованою під шкіру текстурою в 2 інших варіантів кольорів Galaxy A03 Core.
Samsung Galaxy A03s використовує майже ідентичний до Samsung Galaxy A02s корпус з різницею тільки в кольорах та текстурі задньої панелі.
Знизу розміщені роз'єм microUSB в Galaxy A03 та A03 Core або USB-C в Galaxy A03s, динамік, мікрофон та 3.5 мм аудіороз'єм. Зверху в Galaxy A03 та A03s розташований другий мікрофон. З лівого боку залежно від версії Galaxy A03 та A03 Core розташований слот під 1 SIM-картку і карту пам'яті або 2 SIM-картки і карту пам'яті або тільки під 2 SIM-картки і карту пам'яті в Galaxy A03s. З правого боку розміщені кнопки регулювання гучності та кнопка блокування смартфона, в яку в Galaxy A03s вбудований сканер відбитків пальців.
Samsung Glalaxy A03 продавався в 3 кольорах: чорному, синьому та червоному.
Samsung Glalaxy A03s продавався в 3 кольорах: чорному, синьому та білому.
Samsung Glalaxy A03 Core початково продавався в чорному та синьому кольорах зі стилізованою під шкіру задньою панеллю та смугастою текстурою біля камери та спалаху у формі блоку камери лінійки Samsung Galaxy S21. Потім для цієї моделі були представлені ще 3 варіанти кольорів: онікс (чорний), м'ятний та бронзовий, які мають глянцеву задню панель з рифленим візерунком задньої панелі.

## Технічні характеристики

### Апаратне забезпечення

#### Платформа
Galaxy A03 отримав процесор Unisoc T606 та графічний процесор Mali-G57 MP1.
Galaxy A03s отримав процесор MediaTek Helio P35 та графічний процесор PowerVR GE8320.
Galaxy A03 Core отримав процесор Unisoc 9863A та графічний процесор IMG8322.

#### Акумулятор
Акумуляторна батарея всіх моделей отримала об'єм 5000 мА·год. Galaxy A03 підтримує зарядку потужністю до 10 Вт, Galaxy A03s — швидку зарядку на 15 Вт, а Galaxy A03 Core — зарядку до 7,75 Вт.

#### Камера
Galaxy A03 отримав основну подвійну камеру 48 Мп, f/1.8 (ширококутний) з автофокусом + 2 Мп, f/2.4 (сенсор глибини).
Galaxy A03s отримав основну потрійну камеру 13 Мп, f/2.2 (ширококутний) з автофокусом + 2 Мп, f/2.4 (макро) + 2 Мп, f/2.4 (сенсор глибини).
Galaxy A03 Core отримав основну камеру на 8 Мп, f/2.0 з автофокусом.
Також всі моделі отримали фронтальну камеру на 5 Мп, f/2.2. Основна та фронтальна камери всіх моделей вміють записувати відео в роздільній здатності 1080p@30fps

#### Екран
Пристрої мають екран Infinity-V (з краплеподібним вирізом) типу PLS TFT LCD, діагоналлю 6.5", з роздільною здатністю HD+ (1600 × 720), щільністю пікселів 270 ppi, співвідношенням сторін 20:9.

#### Пам'ять
Galaxy A03 продавався в конфігураціях 3/32, 4/32, 3/64, 4/64 та 4/128 ГБ, Galaxy A03 — 2/32, 3/32, 4/32 та 4/64 ГБ, а Galaxy A03 Core — тільки в конфігурації 2/32 ГБ. Об'єм сховища можна розширити картою пам'яті формату microSD до 1 ТБ

### Програмне забезпечення
Смартфони були випущені на One UI Core 3.1. В Galaxy A03 та A03s оболонка працює на базі звичайного Android 11, коли в Galaxy A03 Core — на базі Android 11 (Go Edition). Galaxy A03 та A03s були оновлені до One UI Core 5.1 на базі Android 13, а Galaxy A03 Core — до One UI Core 4.1 на базі Android 12 (Go Edition).